# Landsknecht
Een landsknecht of lansknecht was een soldaat van een groep huurlingen, voornamelijk bestaande uit piekeniers, waarvan de regimenten van de late middeleeuwen tot aan de nieuwe tijd een belangrijke militaire kracht waren in Europa.
De landsknechten worden meestal in twee regimenten onderverdeeld:
- Zwitserse landsknechten, 14e t/m 16e eeuw
- Duitse landsknechten, 15e t/m 16e eeuw